# Hirano Takashi
Hirano Takashi (sinh ngày 15 tháng 7 năm 1974) là một cầu thủ bóng đá người Nhật Bản.

## Đội tuyển bóng đá quốc gia Nhật Bản
Hirano Takashi thi đấu cho đội tuyển bóng đá quốc gia Nhật Bản từ năm 1997 đến 2000.

## Thống kê sự nghiệp
| Đội tuyển bóng đá Nhật Bản | Đội tuyển bóng đá Nhật Bản | Đội tuyển bóng đá Nhật Bản |
| Năm                        | Trận                       | Bàn                        |
| -------------------------- | -------------------------- | -------------------------- |
| 1997                       | 5                          | 1                          |
| 1998                       | 7                          | 2                          |
| 1999                       | 0                          | 0                          |
| 2000                       | 3                          | 1                          |
| Tổng cộng                  | 15                         | 4                          |